# 今、春が来た
『今、春が来た』（いま、はるがきた）は、ワカバの7枚目のオリジナルアルバム。2010年3月10日に喝采から発売された。

## 解説
前作『ウサギとカメ』より2年約8月後のリリース。
「星の降る街/君が零れ落ちた夜」や「ZEROからはじめるストーリー」等の既発シングルからの楽曲を始め、サーターアンダギー「ヤンバルクイナが飛んだ」、新選組リアン「本当に僕でいいんですか」のカバー曲も収録されている。コンセプトは頑張って努力してきた事に結果が出る時をテーマとしており、ヤンバルクイナが飛んだ(ワカバージョン)のPVもこれに基き4つのドラマで制作されている。内リハビリを頑張る母のパートには横峯さくらと姉、普段ライブに参加していない塚本伸男がそれぞれ看護師とサラリーマン役で出演を果たしている。

## 収録曲
1. 王様は裸だ!! [3:47]
作詞：エガワヒロシ、作曲：松井亮太
2. 君が零れ落ちた夜 [4:45]
作詞：エガワヒロシ、作曲：松井亮太
3. ヤンバルクイナが飛んだ(ワカバージョン) [4:44]
作詞：カシアス島田、作曲：松井亮太
4. teru teru [3:32]
作詞：松井亮太・塚本伸男、作曲：松井亮太
5. ビューティフォー・デイ [3:17]
作詞：ワカバ、作曲：亀田大
6. ZEROからはじめるストーリー [3:56]
作詞：エガワヒロシ、作曲：松井亮太
  - テレビアニメ「ヤッターマン」エンディングテーマ
7. ふるさと [4:28]
作詞・作曲：亀田大
8. 星の降る街 [4:15]
作詞：エガヒロワシ、作曲：松井亮太
さくらんぼテレビジョン年間イメージソング
9. 本当に僕でいいんですか(ワカバージョン) [5:09]
作詞：カシアス島田、作曲：松井亮太